# Asesinato de Zahra Baker
Zahra Clare Baker (Wagga Wagga, Nueva Gales del Sur; 16 de noviembre de 1999 - Hickory, Carolina del Norte; 24 de septiembre de 2010) fue una niña australiana residente en Carolina del Norte (Estados Unidos), que fue reportada como desaparecida en octubre de 2010. Un mes después se encontraron sus restos mortales.
En septiembre de 2011, la madrastra de la víctima, Elisa Baker, se declaró culpable del asesinato de Zahra y fue condenada a 18 años de prisión. En 2013, se le impusieron diez años más por cargos relacionados con drogas. Aunque Baker dijo a los investigadores que Adam Baker, el padre biológico de la pequeña, estaba implicado en el crimen, no fue acusado, y el fiscal del distrito ha dicho que el estado no tenía pruebas que vincularan a nadie más que a Elisa Baker con el asesinato.

## Primeros años
Zahra Baker nació el 16 de noviembre de 1999, hija de Emily Dietrich y su novio Adam Baker, ambos residentes en Wagga Wagga, ciudad ubicada en Nueva Gales del Sur, estado de Australia. Dietrich, que sufría depresión posparto tras el nacimiento de Zahra, cedió la custodia a Adam. El padre se llevó a Zahra y se trasladó con sus padres a Giru (Queensland) en 2004 para trabajar en una azucarera. A Zahra, a quien le diagnosticaron cáncer de huesos en 2005, más tarde también le detectaron cáncer de pulmón. Como consecuencia, le amputaron la parte inferior de una pierna y tuvo que llevar audífonos.
Al parecer, Adam Baker conoció a Elisa Fairchild (originaria del oeste de Carolina del Norte) en un sitio web de IMVU. Elisa Fairchild visitó a Adam Baker en Queensland y pronto se casaron. Elisa se había casado seis veces y seguía casada en el momento de contraer matrimonio con Adam Baker. El cáncer de Zahra remitió en 2008, poco antes de trasladarse a Estados Unidos desde Australia con su padre y su madrastra.

## Etapa en Estados Unidos
Tras mudarse a Carolina del Norte, los Baker se establecieron en Hickory, donde Zahra asistió a la escuela pública hasta que la sacaron para que empezara a estudiar en casa. Sin embargo, se desconoce si fue escolarizada en su domicilio. Las sospechas de la investigación llevaron a pensar que fue sacada del colegio porque se denunciaron abusos a menores en la escuela, lo que implicaba a Elisa. Muchos vecinos de Zahra afirmaron que Elisa abusaba física y mentalmente de la niña y la descuidaba. Dos profesores visitaron el domicilio conyugal, después de que ésta acudiera al colegio con un ojo morado cuando cursaba cuarto curso.
Los Servicios de Protección de Menores de los condados de Caldwell y Catawba visitaron varias veces los domicilios de Zahra antes de que ésta muriera. Los Baker se habían mudado varias veces en esos dos condados antes de establecerse en Hickory.
El Departamento de Servicios Sociales investigó informes sobre el comportamiento abusivo de Elisa en relación con sus propios hijos biológicos desde 1999. Tenía una hija de un novio anterior, así como una pareja (hijo e hija) de un matrimonio previo.

## Llamada a emergencias
Elisa hizo una llamada al 9-1-1 a las 5:30 de la mañana del 9 de octubre de 2010 para informar de un incendio en la parte trasera de la residencia familiar en Hickory. La policía llegó y encontró una nota de rescate y olor a gasolina procedente del camión de la empresa de Adam, un Chevrolet Tahoe.
En una segunda llamada a emergencias para denunciar la desaparición de Zahra a las 2 de la tarde del mismo día, Adam Baker explicó que la noche anterior, durante un incendio en el patio trasero de su casa, se había encontrado una nota de rescate de un millón de dólares en el camión de su empresa, dirigida al jefe y casero de Adam, Mark Coffey. Adam explicó que ese mismo día habían llamado al 9-1-1 para avisar del incendio y dio a entender que quien lo hubiera provocado podría haberlo hecho para distraer a la familia y así poder llevarse a la pequeña. Adam explicó que el supuesto secuestrador confundió a Zahra con la hija de Mark Coffey. La hija de Coffey estaba ilesa y con su familia, declaró Adam. Así mismo, el padre de familia dijo que la última vez que vio a su hija fue en torno a las 2:30 horas de la madrugada. Al parecer, Adam Baker se fue a trabajar por la mañana temprano y no regresó hasta después de que la niña se fuera a dormir.

## Investigación

### Detenciones y cargos
Elisa no superó la prueba del polígrafo a la que se había sometido al principio de la investigación. Se le preguntó si había hecho daño a Zahra, si conocía a alguien que hubiera hecho daño a Zahra y si sabía quién había escrito la nota de rescate. El 10 de octubre de 2010, se enviaron perros de búsqueda y rescate para registrar la casa y los coches de los Baker. Los perros dieron positivo al olor de restos humanos en los dos coches de los Baker, el Chevrolet Tahoe y un sedán. La policía tomó muestras de lo que creía que podía ser sangre del coche. Elisa Baker también fue detenida por varios delitos no relacionados con la muerte de Zahra, como comunicación de amenazas, emisión de cheques sin fondos, hurto y conducción con el carné retirado. Baker, que fue encarcelada, fue acusada de obstrucción a la justicia tras admitir que había escrito la nota de rescate, lo que llevó a la policía por mal camino.

### Audiencia de fianza
A finales de octubre de 2010, un juez del condado de Catawba elevó la fianza de Elisa de 40 000 a 65 000 dólares en una vista de fianza, por considerar que Elisa presentaba riesgo de fuga. Amber Fairchild, hija de Elisa, testificó en la vista y dijo que su madre le había dicho que pensaba marcharse de Carolina del Norte el día antes de ser detenida. Amber Fairchild también dijo que su madre mantenía una relación por Internet con un hombre de Inglaterra que le había enviado miles de dólares. El fiscal dijo, en respuesta a los intentos de los abogados de la acusada de rebajar su fianza, que no se había presentado a otras citas judiciales por otros cargos que incluían infracciones de tráfico y comunicación de amenazas.

### Descubrimientos
La tía de Elisa Baker, Bonzetta Winkler, dijo a los periodistas que, según Elisa, Zahra murió tras haber estado enferma durante dos semanas, y que Elisa y Adam la descuartizaron y escondieron los restos. La tía añadió: "Había estado enferma dos semanas antes de morir; cuando la encontraron, supongo que no sabían qué hacer. Se volvieron locos". Sin embargo, según los informes, Elisa dijo que Adam desmembró a Zahra Baker a solas tras su muerte, y que ambos escondieron sus restos. Elisa también dijo a la policía que Zahra murió el 24 de septiembre, pero que no se denunció su desaparición hasta el 9 de octubre.
Al parecer, Eric Gein, comerciante de recuerdos de crímenes y propietario de Serial Killers Ink, utilizó un nombre falso para escribir a Elisa en la cárcel. Ella le contestó dos veces, compartiendo alguna información. Según una carta escrita a Eric Gein, Elisa admitió: "En realidad no la matamos, pero lo que él hizo después es un poco horrible... (Me) da miedo de él".
Al parecer, Elisa dijo a su abogada Lisa Dubs que la pierna ortopédica de Zahra estaba en un contenedor del que ella y Adam se habían deshecho en los apartamentos Fox Ridge de Hickory. Dubs informó a la policía de la posible prueba. A finales de octubre se encontró una pierna ortopédica en una carretera del condado de Caldwell, a pocos kilómetros de una antigua residencia de Elisa. El departamento de policía de Hickory pudo cotejar el número de serie de la pierna ortopédica con los registros médicos de Zahra que obtuvieron de Australia, para confirmar que se trataba definitivamente de la pierna de Zahra.
En noviembre de 2010, Elisa Baker empezó a llevar a la policía a distintas zonas de los condados de Catawba y Caldwell para encontrar los restos dispersos de Zahra. Se encontraron numerosos huesos, pero la cabeza de Zahra no se encontró hasta unos años más tarde. Elisa supuestamente dijo a la policía que había tirado el colchón de Zahra a un contenedor de basura, y la policía confirmó que un colchón que se ajustaba a la descripción se encontró en un vertedero.
Elisa Baker condujo a la policía a otro contenedor detrás de una tienda de comestibles en Hudson, donde ella y Adam tiraron una funda de coche y una funda de cama, que se utilizaron para ocultar y transportar a Zahra. También expresó ante los agentes que encontrarían partes del cuerpo de Zahra en el sifón de desagüe de la bañera y que los guantes de plástico que utilizó se encontrarían en su cuarto de baño.

### Página de MySpace de Elisa
Una revisión de la ya desaparecida página de MySpace de Elisa Baker reveló que se hacía llamar "GothicFairy6668".Su página mostraba calaveras y huesos mientras sonaba Living Dead Girl de Rob Zombie. Indicaba "Never, neverland" como su ciudad natal en Queensland, como su estado y país y escribía que era licenciada universitaria y una madre orgullosa. La página tenía fotos de Zahra y en una de ellas, Zahra iba vestida de negro y el título decía "The Dark Child!!!lol" (sic). Su "estado de ánimo" en la página aparecía como "loco" el último día que firmó, el 8 de octubre de 2010, un día antes de que se denunciara la desaparición de Zahra.

### Bigamia de Elisa Baker
Al parecer, Elisa Baker estuvo casada hasta en siete ocasiones. A veces estuvo casada con dos o tres hombres al mismo tiempo, sin haberse divorciado antes de volver a casarse. Antes de casarse con Adam Baker, Elisa se había casado con tres hombres en un plazo de tres años. En enero de 2011, se informó de que Elisa Baker había sido acusada de bigamia tras confirmarse que seguía casada con Aaron Young cuando se casó con Adam Baker. Elisa había presentado a Aaron Young a Adam como su hermano.
Elisa mantuvo contacto frecuente con Aaron Young, y ambos visitaron un sitio web de IMVU el 22 de septiembre, dos días antes del día en que Elisa afirmó más tarde que Zahra había muerto. El sitio ofrecía "juegos de rol de masacres con motosierras". La policía investigó la afirmación de una mujer que utilizaba la misma red social que los Baker de que había mantenido una conversación con uno de ellos, o con ambos, sobre "hacer un asesinato con motosierras".
Las acusaciones contra dos hombres emparentados con el anterior marido de Elisa Baker, Aaron Young, alegaban que Zahra fue violada y pudo haber recibido un golpe en la cabeza que le causó la muerte. Los dos primos, James Young y Timothy "Sammy" Young, fueron investigados por la policía por las acusaciones. Ambos pasaron las pruebas del polígrafo y no fueron acusados. Se alegó que Sammy Young había mantenido una relación sexual con Elisa y que ambos habían consumido drogas juntos.

### Acusación de asesinato
Dado que no se pudo determinar la causa de la muerte, el asesinato de Zahra se calificó de "homicidio violento indeterminado". Elisa Baker supuestamente dijo a la policía que tanto ella como Adam se habían deshecho de los restos de Zahra, pero según las torres de telefonía móvil, sólo Elisa, y no Adam, estaba en la zona donde se encontraron los restos de Zahra. Los investigadores creyeron que Elisa mató y descuartizó a Zahra el 24 de septiembre de 2010 y se deshizo de sus restos al día siguiente. Elisa fue acusada por un gran jurado de asesinato en segundo grado con circunstancias agravantes el 22 de febrero de 2011 en el condado de Catawba.
Las cinco circunstancias agravantes fueron citadas como:
- Elisa Baker tenía un historial de abuso físico, verbal y psicológico contra la niña.
- Ella ocultó a la niña de su familia, antes y después del crimen.
- Profanó el cuerpo de Zahra para obstaculizar la investigación y el enjuiciamiento del asesinato. Zahra era joven y físicamente discapacitada.
- Elisa Baker se aprovechó de una posición de confianza.[21]
- Elisa habría sido acusada de asesinato en primer grado si no hubiera conducido a las fuerzas del orden hasta los restos de Zahra.[1]

Adam Baker negó cualquier implicación en la muerte de Zahra y la policía no ha encontrado pruebas creíbles que sugieran que estuviera involucrado en su muerte. La fianza de Elisa Baker se incrementó en 200 000 dólares debido al cargo de asesinato, asumiéndose un total de 307 700 dólares.

### Cargos por robo de identidad
En abril de 2011, Adam Baker fue acusado de robo de identidad y obtención de bienes con engaño. Se afirmaba que había utilizado la identidad de un hombre llamado James Starbuck y su número de la Seguridad Social para que le conectaran la electricidad a su apartamento. James Starbuck es el marido de la hija mayor de Elisa, Brittany Starbuck. Adam Baker había sido acusado anteriormente de pasar cheques sin valor, comunicar amenazas, agresión con arma mortal y no devolver bienes.
Con estos nuevos cargos, se ordenó a Adam que no saliera de Carolina del Norte sin notificarlo a la oficina del fiscal del distrito. También se le ordenó llevar un dispositivo electrónico de vigilancia en el tobillo y reunirse con el Servicio de Inmigración y Control de Aduanas una vez a la semana. Esperaba regresar a Australia. Elisa Baker también fue acusada de usurpación de identidad y obtención de bienes con engaño en febrero de 2011. 
Se informó de que Elisa había utilizado los datos personales de su hija, Brittany Starbuck, para obtener servicios telefónicos y de suministros en una de las residencias familiares del condado de Caldwell en marzo de 2010. Se declaró inocente de los cuatro cargos de usurpación de identidad en mayo de 2011.

### Cargos por drogas
En mayo de 2011, Elisa Baker fue acusada de siete cargos de drogas por el periodo comprendido entre mayo de 2006 y octubre de 2010. Elisa, que había utilizado diferentes direcciones tanto en el condado de Catawba como en el de Caldwell, había distribuido oxicodona, hidrocodona y alprazolam, todos ellos medicamentos con receta para el dolor y la ansiedad. Fue acusada de posesión, distribución y conspiración para distribuir medicamentos de venta con receta. El 2 de junio de 2011, Elisa se declaró inocente de los siete cargos federales por drogas. Se enfrenta a hasta 20 años de prisión por cada cargo de drogas.
El 4 de marzo de 2013, el juez Richard Voorhees del Tribunal de Distrito de Estados Unidos condenó a Elisa Baker a 120 meses de prisión por conspiración con intención de distribuir medicamentos con receta.